# Lisandra
Lisandra (in greco antico: Λυσάνδρα?, Lysándrā; 315 a.C. circa – III secolo a.C.) è stata una regina egizia del periodo tolemaico, figlia del re d'Egitto Tolomeo I, sovrana di Macedonia per il matrimonio con Alessandro V e successivamente consorte di Agatocle, figlio del re di Tracia e di Macedonia Lisimaco.

## Biografia
Figlia di Tolomeo I e di Euridice, Lisandra nacque in Egitto nel 315 a.C. circa visto che non è nota la data esatta del trasferimento dall'antica alla nuova capitale, avvenuto fra il 320 e il 311 a.C.
Fu sorella di Tolomeo Cerauno, Meleagro e Tolemaide e sorellastra di Arsinoe II, Tolomeo II e Filotera, figli di Tolomeo e dell'altra moglie Berenice.
Negli anni immediatamente successivi alla battaglia di Ipso (301 a.C.), vi furono alcuni matrimoni dinastici per suggellare le alleanze tra le famiglie dei Diadochi vincitori, tra i quali il matrimonio tra Lisandra ed Alessandro V, figlio di Cassandro I, re di Macedonia.
Alla morte di Cassandro (297 a.C.), il trono di Macedonia passò al marito di Lisandra e a suo fratello Antipatro II. Nella lotta fratricida che ne seguì, entrambi i fratelli, in momenti successivi, trovarono la morte per opera di Demetrio Poliorcete, che si impossessò così del trono (294 a.C.).
Rimasta vedova, Lisandra andò in sposa ad Agatocle, il figlio di Lisimaco, re di Tracia, che nel 288 a.C. conquistò anche la Macedonia e ne divenne sovrano. Nel 284 a.C., Agatocle fu imprigionato ed ucciso dallo stesso Lisimaco perché accusato di aver ordito una congiura nei suoi confronti con l'aiuto di Seleuco I, re di Siria e di Babilonia.
Lisandra, secondo la testimonianza di Pausania, fuggì coi figli alla corte di Seleuco, accompagnata da diversi sostenitori del principe, tra i quali Filetero, il tesoriere di Pergamo.. Poco tempo dopo, Seleuco mosse guerra contro Lisimaco, secondo alcuni storici confermando l'esistenza di un patto segreto fra Agatocle e il sovrano di Siria e Babilonia. Dopo che Lisimaco fu sconfitto ed ucciso in battaglia (281 a.C.), suo figlio Alessandro, fratellastro di Agatocle, ottenne, secondo il racconto di Pausania, il corpo del padre da Seleuco per celebrarne i riti funebri, nonostante l'opposizione di Lisandra, che voleva invece oltraggiare il cadavere del suocero per vendicare così la morte del secondo marito.
Dopo questi eventi, nella storiografia antica non vi sono più menzioni di Lisandra e dei suoi figli.

## Ascendenza
|           |           |                       | Genitori  |  |  | Nonni |  |  | Bisnonni |  |
|           |           |                       |           |  |  | Lago  |  |  | …        |  |
|           |           |                       |           |  |  | Lago  |  |  | …        |  |
|           |           | …                     |           |  |  | Lago  |  |  |          |  |
| Tolomeo I |           |                       |           |  |  | Lago  |  |  |          |  |
|           |           | …                     | …         |  |  |       |  |  |          |  |
|           |           | …                     | …         |  |  |       |  |  |          |  |
|           |           | …                     | …         |  |  |       |  |  |          |  |
| Lisandra  |           | …                     |           |  |  |       |  |  |          |  |
|           | Antipatro | …                     |           |  |  |       |  |  |          |  |
|           | Antipatro | …                     |           |  |  |       |  |  |          |  |
|           | Antipatro | …                     |           |  |  |       |  |  |          |  |
| Euridice  | Antipatro |                       |           |  |  |       |  |  |          |  |
|           |           | Antigone di Macedonia | Cassandro |  |  |       |  |  |          |  |
|           |           | Antigone di Macedonia | Cassandro |  |  |       |  |  |          |  |
|           |           | Antigone di Macedonia | …         |  |  |       |  |  |          |  |
|           |           | Antigone di Macedonia |           |  |  |       |  |  |          |  |